# ケイティ・コックス
ケイティ・コックス（Katie Kox, 1985年12月17日 - ）は、アメリカ合衆国のポルノ女優。ハワイ州出身。